# Карцев-Починок
Ка́рцев-Почи́нок (чув. Карцев-Починок) — деревня в Козловском районе Чувашской Республики России. Входит в состав Козловского городского поселения.

## География
Деревня расположена на правом берегу реки Сельская в 95 км от Чебоксар по дороге М-7 в сторону Казани.
Расстояние до ближайших населенных пунктов:

д. Решетниково ~ 2,5 км

с. Тоганашево ~ 3 км

д. Верхнее Анчиково ~ 3,6 км

д. Токташево ~ 4 км

д. Нижнее Анчиково ~ 4 км

г. Козловка ~ 5 км

железнодорожной станции Тюрлема ~ 11 км

г. Чебоксары ~ 95 км

## История
Деревня была основана в 16-17 вв. В начале 20 века действовали ветряная мельница, бакалейная лавка. В 1931 образован колхоз «Пятилетка». В составе Богородской волости Чебоксарского уезда в 19 в. — 1927, Козловского района — 1927—1962, с 1965, Урмарского — 1962-65.

Число дворов и жителей в:

1795 г. — 27 дворов, 101 муж., 109 жен.;

1858 г. — 139 муж., 166 жен.;

1897 г. — 207 муж., 199 жен.;

1927 г. — 97 дворов, 206 муж., 252 жен.;

1939 г. — 230 муж., 260 жен.;

1979 г. — 114 муж., 133 жен.;

2002 г. — 76 дворов, 168 чел.: 82 муж., 86 жен.;

2010 г. — 54 част. домохозяйства, 134 чел.: 62 муж., 72 жен.
| 2010 | 2012 |
| ---- | ---- |
| 134  | ↗135 |

## Население
Жители — русские, до 1861 года помещичьи крестьяне Карцевых, Асановых, Топорниных, Обуховых; занимались земледелием, отхожими промыслами: нанимались матросами на баржи и пароходы на время навигации.

## Промышленность
Во времена Советского Союза местный совхоз «Козловский» был в передовиках. Количество кур-несушек доходило до 100 тысяч голов.

Сегодня в деревне функционирует ООО «Крестьянка» (2010).

## Интернет
Основные компании, осуществляющие доступ в интернет: ООО «Аквилон» (Бывший NovoNet), ОАО «Ростелеком».

## Транспорт
Функционирует автобусный маршрут Козловка — Карцев-Починок.

Время отправления из Козловки:

6:40

11:00 (по субботам)

14:00

18:00

## Фотогаларея

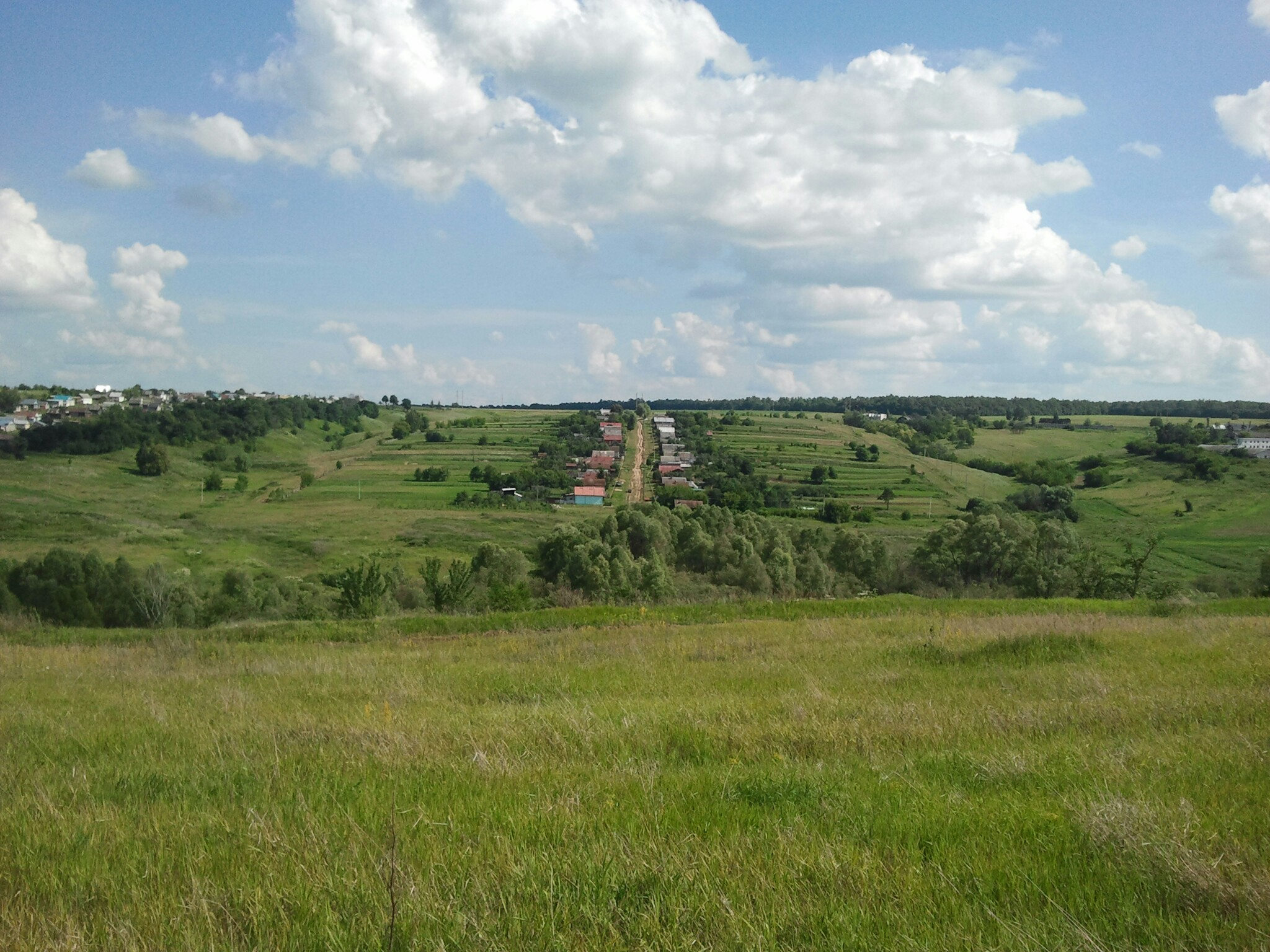
Вид на Карцев-Починок с левого берега р. Сельская. Слева - ул. Починская, прямо - ул. Лесная, справа - птицефабрика июль 2012
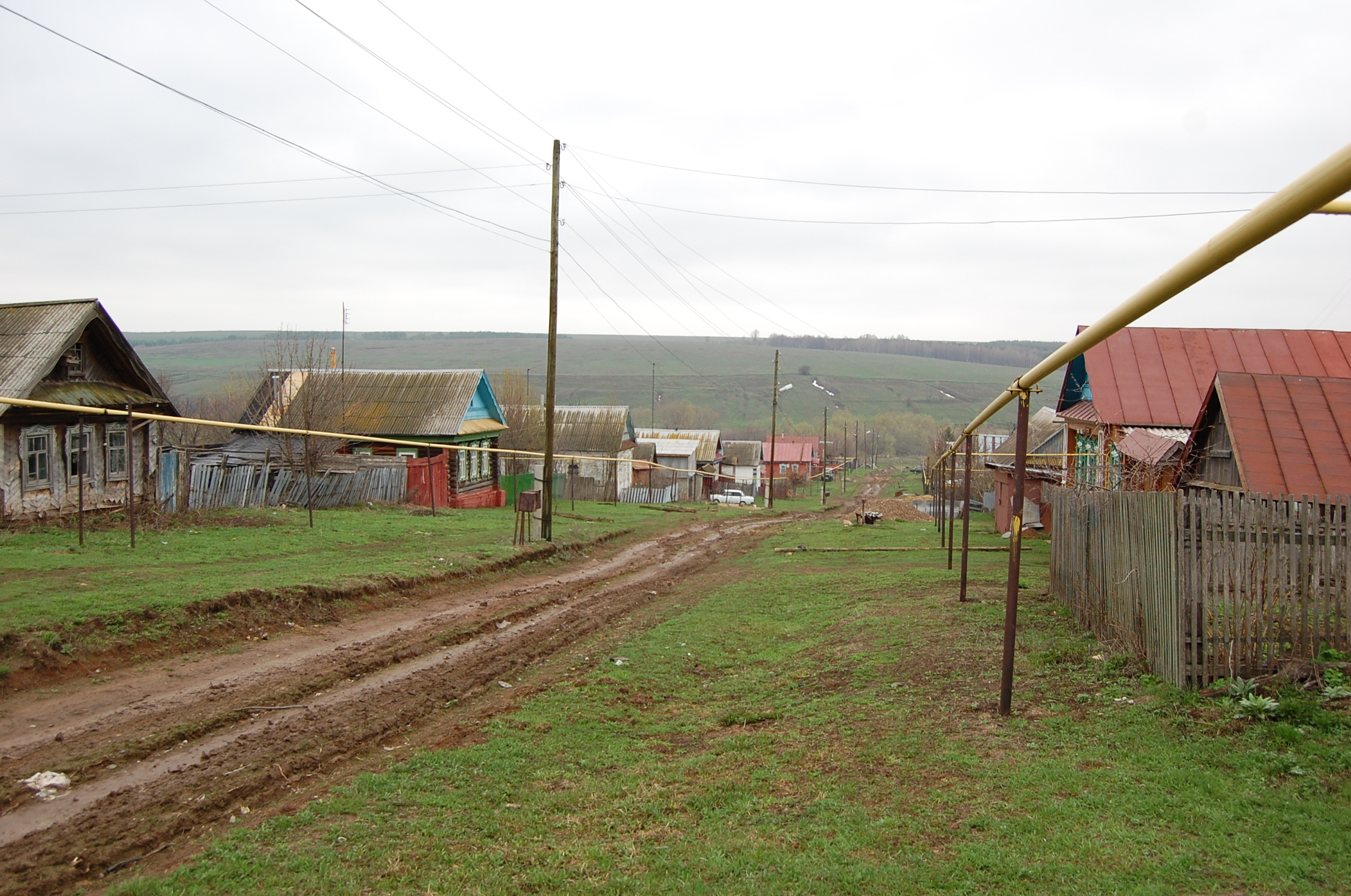
ул. Лесная вид на север май 2011
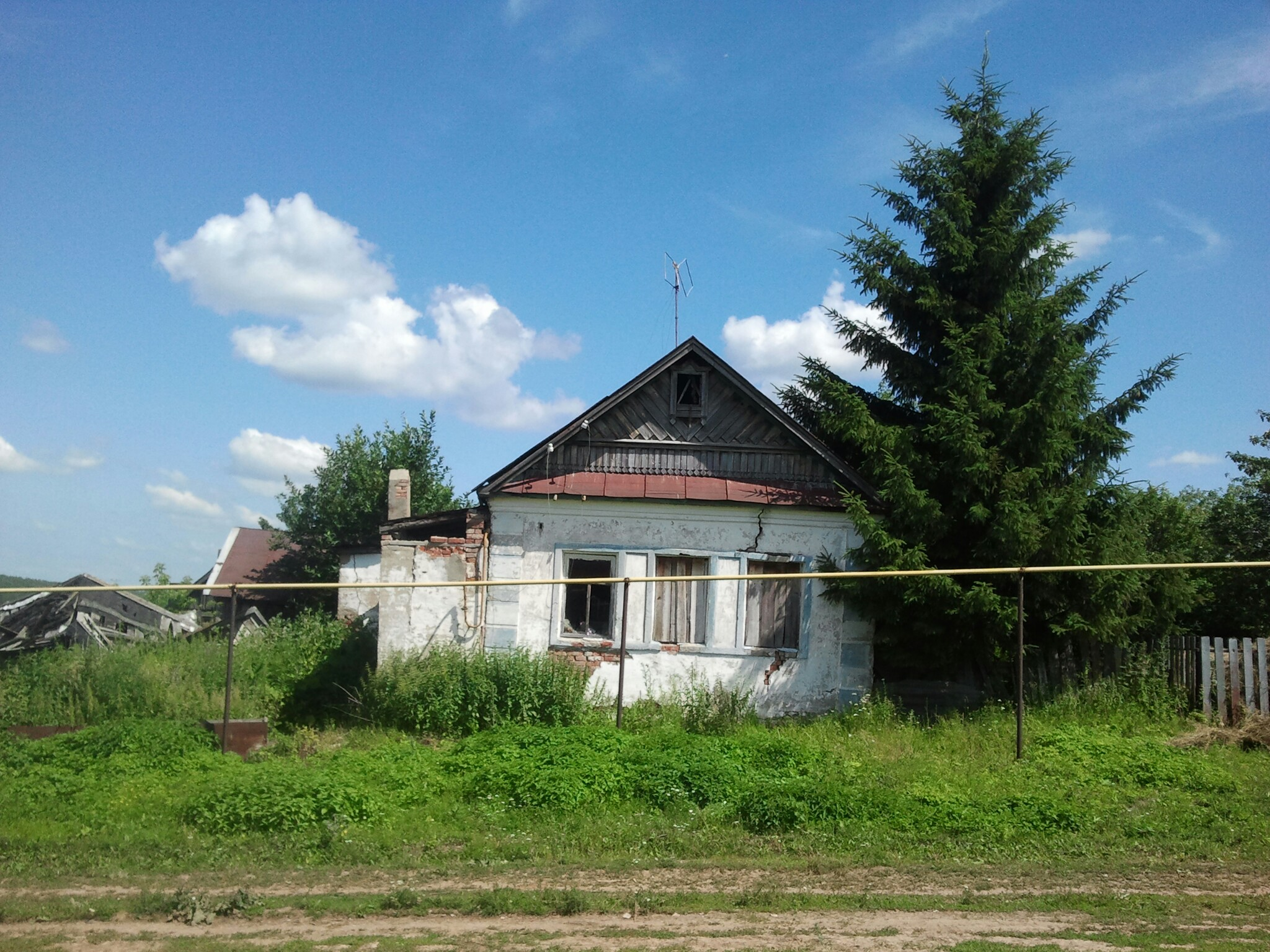
ул. Лесная ветхие дома 2013
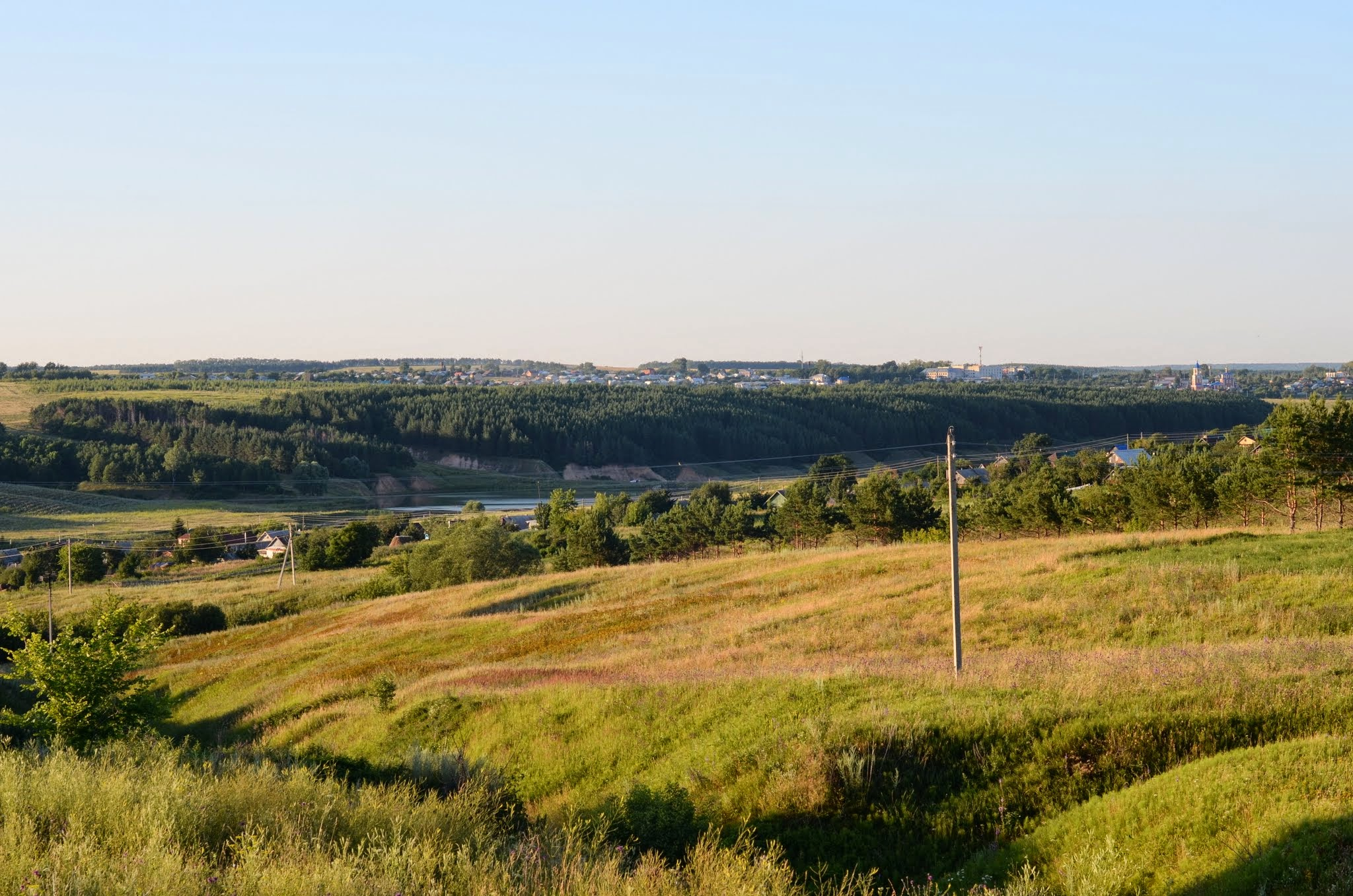
Вид на Карцев-Починок с птицефабрики 2013
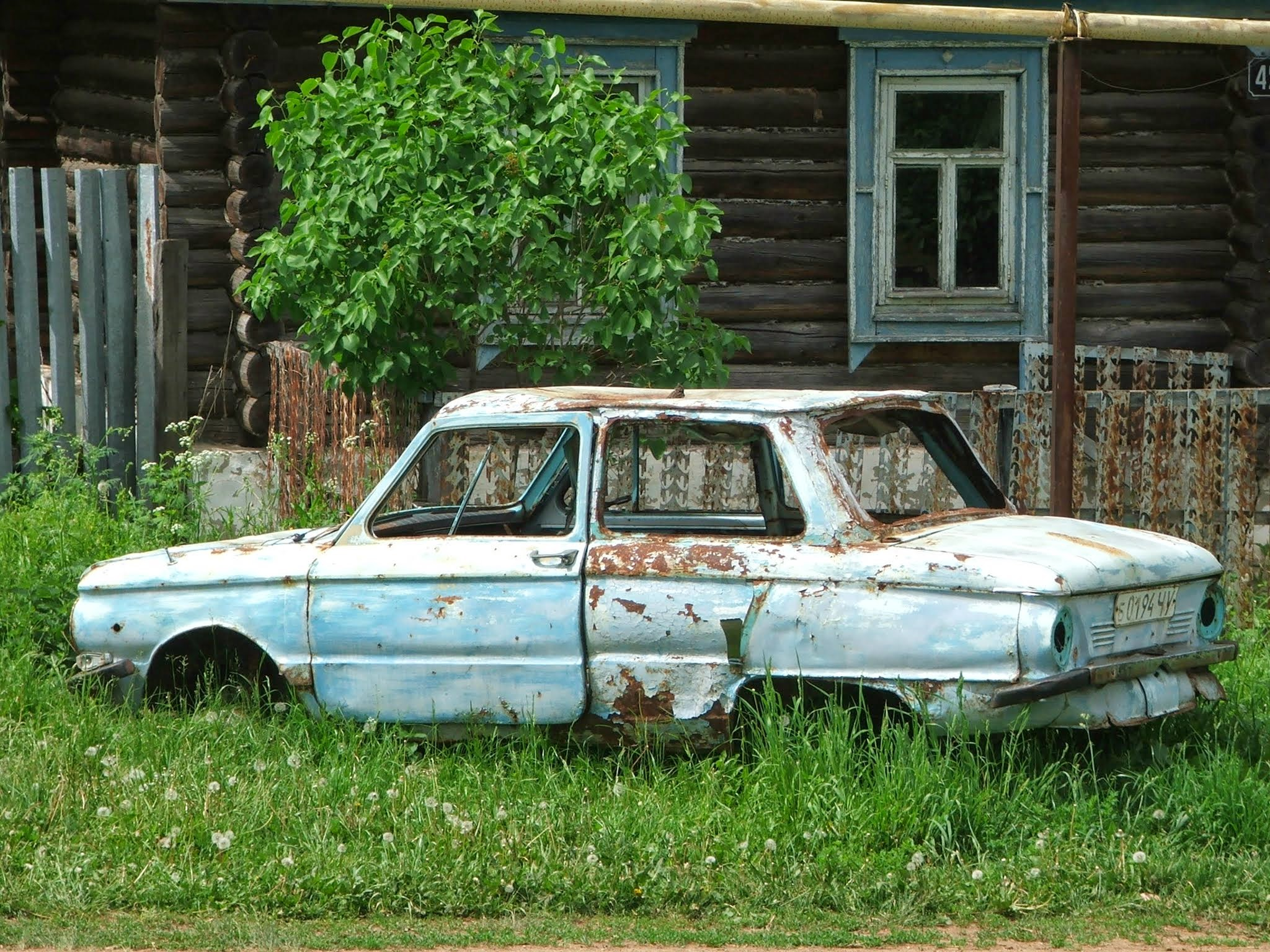
Запорожец заброшен 2006
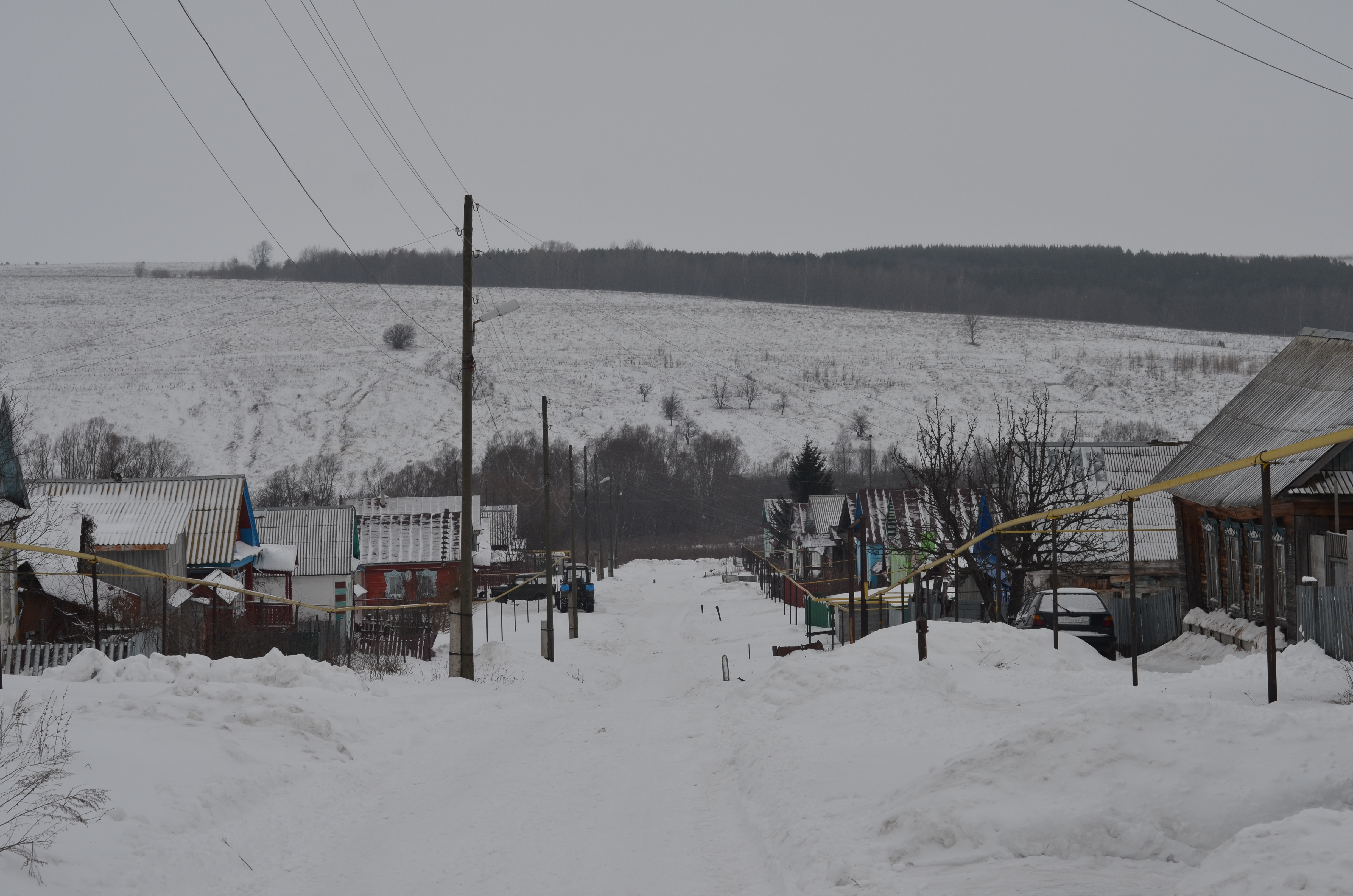
ул. Лесная вид на север январь 2014
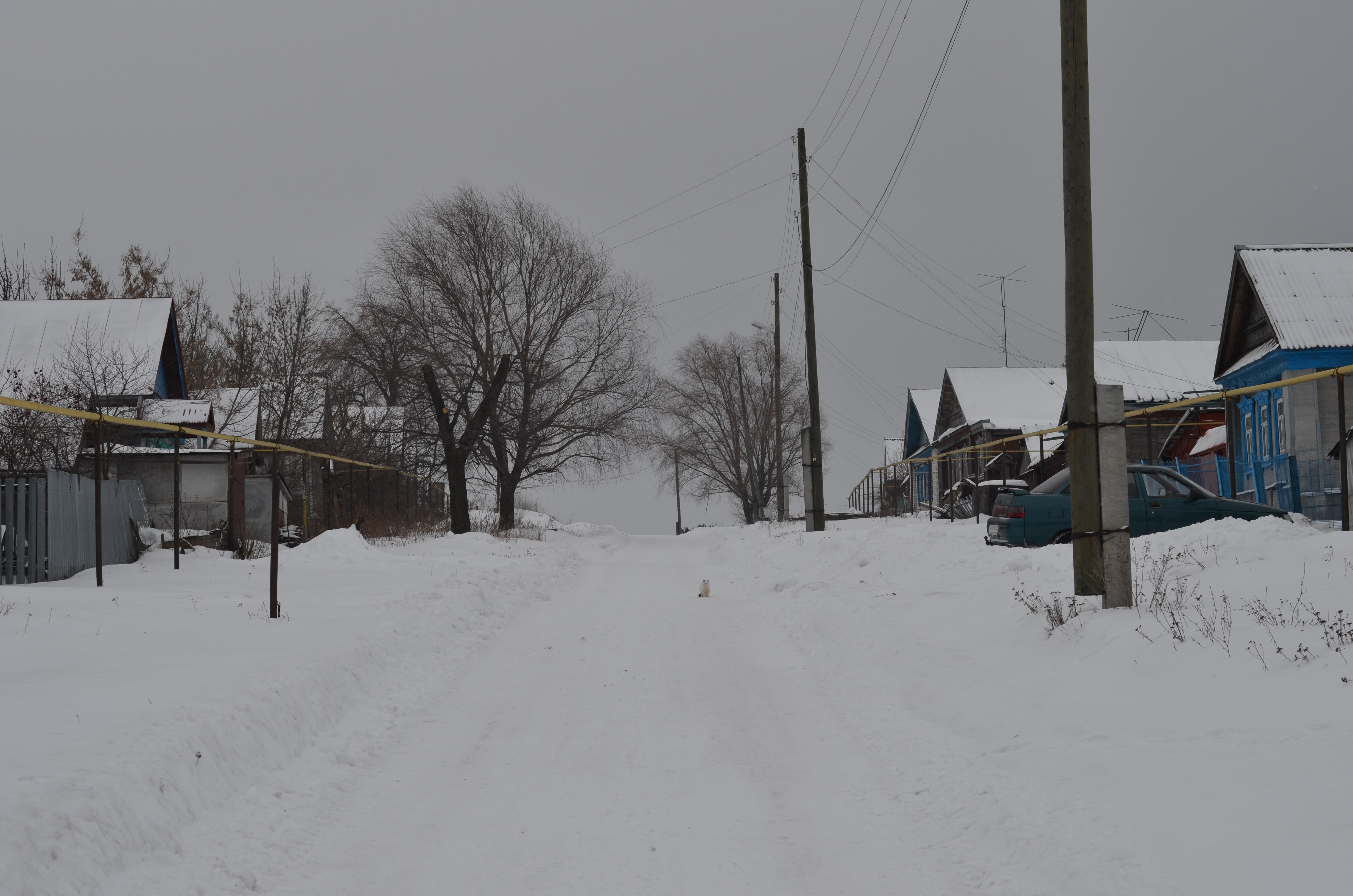
ул. Лесная вид на юг январь 2014
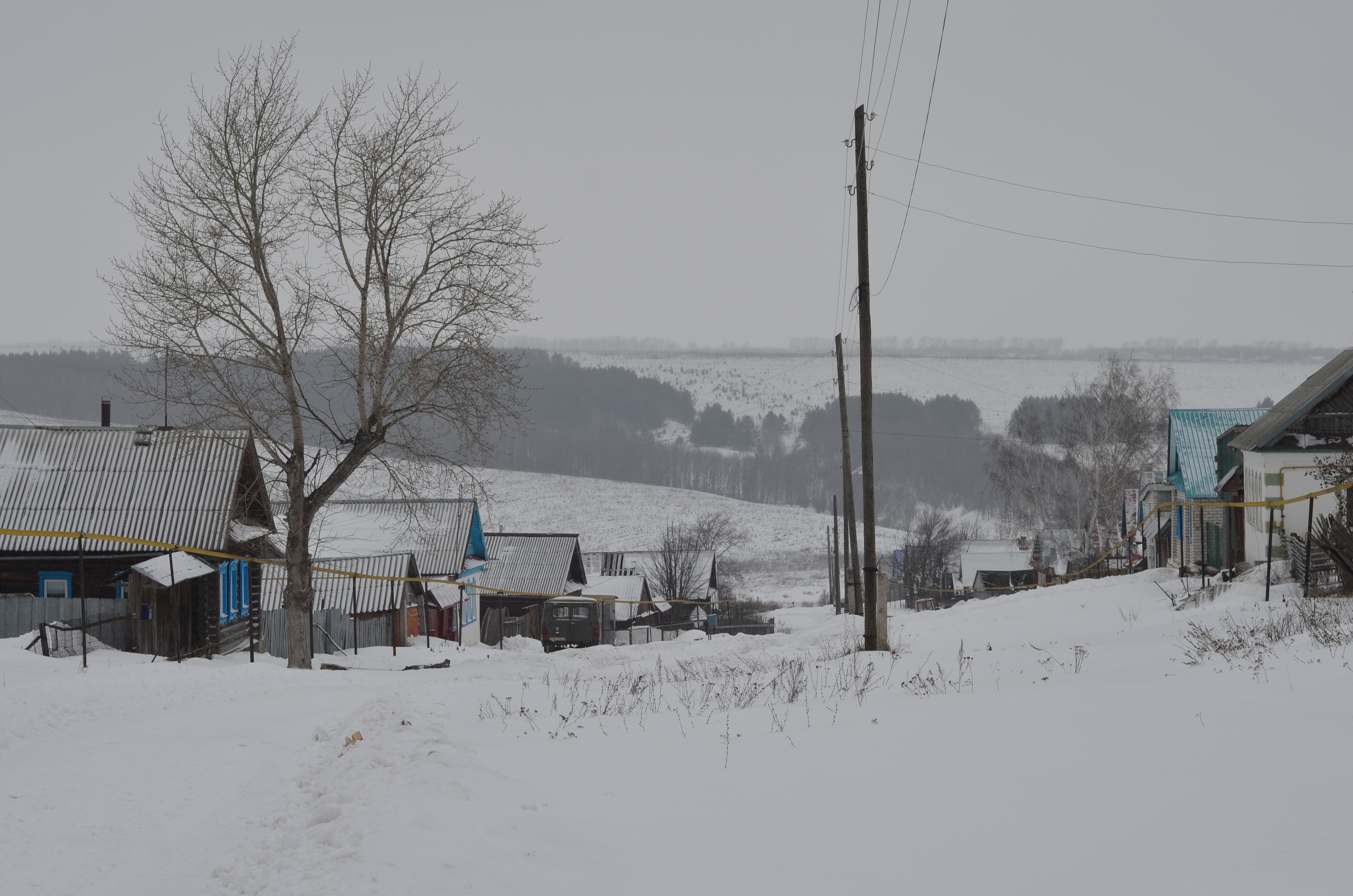
ул. Починская вид на север январь 2014